# 北辰図書
北辰図書株式会社（ほくしんとしょ）とは、図書教材の出版・販売・学力水準検査を行う株式会社。

## 概要
『北辰テスト』という、埼玉県内の中学生を対象とした学力偏差値を算出する高校入試模擬試験を行っており、主な事業としている。
かつては高等学校の学校案内に関する書籍も発行していたが、2019年現在は、北辰テストの過去問題集以外の書籍の発行は行なっていない。

## 北辰テスト
北辰テストは、書店や塾を介してもしくはインターネットで北辰図書へ各自で申し込み、指定された会場に出向いて受験する。
2025年度以降、受験票はテスト実施日9日前の金曜から、成績は成績WEB確認開始日以降に、PDFファイルをダウンロードして確認、印刷する形式になった。私立高校等の成績相談の際には試験結果をコンビニのマルチコピー機などで印刷して持参する。
1952年（昭和27年）に誕生。1970年代に埼玉県内の公立中学校で実施が広がって行った。
1992年（平成4年）以前、埼玉県内の公立中学校では授業時間内に北辰テストを実施。中学校教員は算出された偏差値を参考に生徒に対して進路指導を行っていた。また私立高等学校の事前相談会に、中学校教員が受験生の北辰テストの成績を持ち込み、高校側の条件を満たせば入学試験前に合格を確約する仕組みが存在していた。
しかし1993年（平成5年）2月に、業者テストの結果による入試選抜禁止及び、中学校側に対し業者テストへの関与を厳に慎むよう文部省が通知を出した。以降、公立中学校教員は、進路指導は内申や定期テストや地域の公的テストの結果を参考とし、北辰テストを始め業者テストの偏差値を利用出来なくなった。
しかし1993年以後も、埼玉県内では受験生及び保護者に向けた事前相談会において、持参された北辰テストの成績を参考にして、入学試験前に合格確約を通知する私立高等学校も存在し、入試の判断材料になるまでに定着している。このため、受験は任意の模擬試験ながらも埼玉県内の中学3年生の9割が、一度は北辰テストを受験している。
2020年（令和2年）年度は新型コロナウイルス感染防止のため、中学3年生対象の第2回にあたる2021年6月21日及び第3回にあたる同年7月19日、第8回にあたる2021年（令和３年）1月10日の北辰テストは、自宅受験版の開催となった。なお、同年度第4回から第7回は感染防止対策を施した上で例年通りの会場受験となった。